# Kristiansand Gladiators 2019
Questa voce raccoglie le informazioni riguardanti i Kristiansand Gladiators nelle competizioni ufficiali della stagione 2019.

## Eliteserien 2019

### Stagione regolare
| Kristiansand 28 aprile 2019, ore 14:00 | Kristiansand Gladiators | 37 – 6 | Sarpsborg Olavs Menn | Karuss |

| Oslo 11 maggio 2019, ore 14:00 | Oslo Vikings | 34 – 19 | Kristiansand Gladiators | Frogner Stadion |

| Eidsvoll 18 maggio 2019, ore 15:30 | Eidsvoll 1814's | 49 – 26 | Kristiansand Gladiators | Bøn |

| Kristiansand 25 maggio 2019, ore 14:00 | Kristiansand Gladiators | 40 – 13 | Vålerenga Trolls | Karuss |

| Skjeberg 8 giugno 2019, ore 14:00 | Sarpsborg Olavs Menn | 18 – 27 | Kristiansand Gladiators | Skjeberg Sport |

| Kristiansand 15 giugno 2019, ore 14:00 | Kristiansand Gladiators | 28 – 36 | Eidsvoll 1814's | Karuss |

### Playoff
| Kristiansand 22 giugno 2019 | Kristiansand Gladiators | 62 – 6 | Sand Falcons | Karuss |

| Eidsvoll 29 giugno 2019 | Eidsvoll 1814's | 68 – 13 | Kristiansand Gladiators | Bøn |

## Statistiche di squadra
| Competizione | %Vittorie | In casa | In casa | In casa | In casa | In casa | In casa | In trasferta | In trasferta | In trasferta | In trasferta | In trasferta | In trasferta | Totale | Totale | Totale | Totale | Totale | Totale |
| Competizione | %Vittorie | G       | V       | N       | P       | Pf      | Ps      | G            | V            | N            | P            | Pf           | Ps           | G      | V      | N      | P      | Pf     | Ps     |
| ------------ | --------- | ------- | ------- | ------- | ------- | ------- | ------- | ------------ | ------------ | ------------ | ------------ | ------------ | ------------ | ------ | ------ | ------ | ------ | ------ | ------ |
| Campionato   | .500      | 3       | 2       | 0       | 1       | 105     | 55      | 3            | 1            | 0            | 2            | 72           | 101          | 6      | 3      | 0      | 3      | 177    | 156    |
| Playoff      | .500      | 1       | 1       | 0       | 0       | 62      | 6       | 1            | 0            | 0            | 1            | 13           | 68           | 2      | 1      | 0      | 1      | 75     | 74     |
| Totale       | .500      | 4       | 3       | 0       | 1       | 167     | 61      | 4            | 1            | 0            | 3            | 85           | 169          | 8      | 4      | 0      | 4      | 252    | 230    |